# Kimberlite

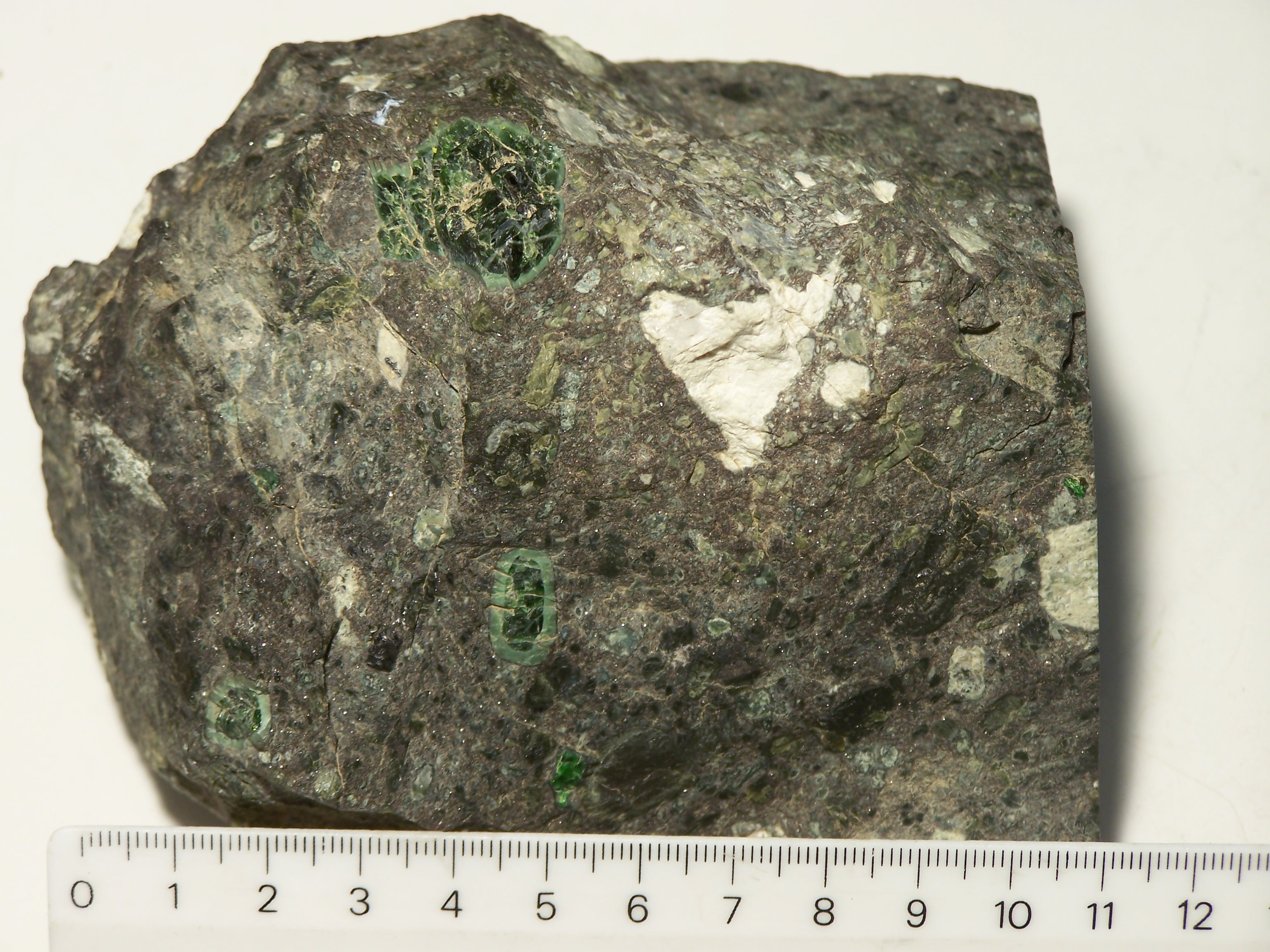
Kimberlit ở Mỹ

Kimberlite là một kiểu đá núi lửa kali nổi tiếng do nó đôi khi chứa kim cương. Tên loại đá này được đặt theo tên thị trấn Kimberley ở Nam Phi, đây là nơi phát hiện ra viên kim cương có kích thước 83,5 cara (16,70 g) năm 1871.
Kimberlit có mặt trong vỏ Trái Đất trong các cấu tạo thẳng đứng như ống kimberlite. Các ống kimberlite là nguồn quan trọng nhất của các loại kim cương được khai thác hiện nay. Quan điểm được chấp nhận rộng rãi rằng kimberlite được hình thành dưới sâu trong manti. Thành tạo ở các độ sâu từ 150 km đến 450 km, từ các hợp phần dị thường trong lớp vỏ được làm giàu, và bị phun trào nhanh và mảnh liệt, thường với hàm lượng đáng kể carbon dioxide và chất bốc. Ở độ sâu tan chảy và phát sinh giúp kimberlite giữ kim cương ở dạng bắt tù.

## Hình dạng và đặc điểm núi lửa học
Kimberlite là dạng xâm nhập thẳng đứng, có hình dạng giống như củ carrot. Hình dạng này là do quá trình xâm nhập phức tạp của magma kimberlit mà nó được thừa hưởng một tỷ lệ lớn bao gồm cả CO2 và H2O trong hệ thống, yếu tố này tạo ra một vụ nổ lớn dưới sâu làm cho một cột thẳng đứng bị đốt cháy (Bergman, 1987). Sự phân loại kimberlite dựa vàp việc nhận dạng các loại tướng đá khác nhau. Các tướng đá khác nhau này có quan hệ mật thiết với kiểu hoạt động magma đặc trưng, miệng núi lửa cụ thể, diatrem và các đá hypabyssal (Clement and Skinner 1985, và Clement 1982).
Hình thái học của các họng kimberlite, và hình dạng củ cà rốt nguyên thủy là kết quả cỷa núi lửa phun nổ diatreme từ các nguồn có nguồn gốc manti rất sâu. Các núi lửa phun nổ này tạo ra các cột đá thẳng đứng dâng lên từ lò magma. Hình thái học của các họng kimberlite rất thay đổi nhưng nhìn chung chúng bao gồm phức hợp các dyke dạng trụ, các dyke có gốc cắm thẳng đứng trong chân của họng núi lửa kéo dài xuống manti. Trong vòng 1,5–2 km (0,93–1,24 mi) của bề mặt, magma áp suất cao nổ theo hướng lên trên và mở rộng tạo thành diatreme dạng nón đến trụ, rồi phun trào lên bề mặt. Các biểu hiện trên bề mặt hiếm khi được bảo tồn, nhưng thường tương tự với núi lửa maar. Đường kính của các họng kimberlite ở trên bề mặt từ vài trăng mét đến 1 km..
Hai dyke kimberlit tuổi Jura tồn tại ở Pennsylvania. Một là Gates-Adah Dike, lộ ở sông Monongahela ở ranh giới của Fayette và Greene. Dyke còn lại là Dixonville-Tanoma Dike ở vùng trung quận Indiana thì không lộ trên bề mặt và đã được những người thợ mỏ phát hiện.